# Codices accepti et depensi
Codices accepti et depensi (или expensi) — кассовые книги древних римлян, в которые они, по окончании месяца, переносили свои денежные черновые заметки (adversaria).
На одной стороне книги писались выдачи и долги (Codices expensi), на другой — получения и кредит (Codices accepti). Запись выдачи называлась expensilatio, запись получения — acceptilatio.
Эти книги сыграли важную юридическую роль в эпоху республики, послужив основанием так называемого литерального контракта. Во время империи они служили лишь доказательством юридических актов, в них записанных. Ведение их было обязательно для банкиров и менял, от которых их можно было вытребовать в суд в качестве доказательства.